# Maculinea immaculata
Maculinea immaculata är en fjärilsart som beskrevs av Morsley 1896. Maculinea immaculata ingår i släktet Maculinea och familjen juvelvingar. Inga underarter finns listade i Catalogue of Life.